# Alawerdi (monastyr)
Alawerdi (gruz.: ალავერდი) – monastyr w Kachetii, położony 20 km od Telawi we wschodniej Gruzji. Zbudowany w XI w, w okresie zjednoczenia i powstania mocnego feudalnego państwa, był najbardziej znaczącą świątynią w całej Kachetii.
W miejscu aktualnej świątyni w połowie VI w. mnich Józef, jeden z 13 „syryjskich ojców” wybudował cerkiew pod wezwaniem świętego Jerzego. Na początku XI w. kachetyjski król Kwirike III zbudował monastyr w miejscu małego kościoła. Zespół architektoniczny składał się z różnych budowli, znajdują się tu pokoje episkopatu, refektarz, dzwonnica, łaźnie i inne. Kompleks otoczony jest murami. Centrum stanowi katedra. Wielka budowla z kopułą dotrwała do czasów dzisiejszych, ale w zmienionej formie. Według źródeł historycznych mocno zniszczony kościół pozbawiony kopuły został odbudowany w latach 80. XV w. przez królową Nestan-Daredżan, króla Aleksandra i królową Annę. Po trzech wiekach w 1742 świątynia ponownie ucierpiała z powodu trzęsienia ziemi. Odbudowy podjęła się żona króla Tejmuraza II, a zakończył ją jej syn – król Herakliusz II.
Alawerdi jest drugim co do wysokości (ponad 55 m) budynkiem kościelnym w Gruzji.
W 2007 roku katedra została wpisana na gruzińską listę informacyjną UNESCO – listę obiektów, które Gruzja zamierza rozpatrzyć do zgłoszenia do wpisu na listę światowego dziedzictwa UNESCO. 